# Cryptus arcticus
Cryptus arcticus là một loài tò vò trong họ Ichneumonidae.